# 안드로이드 개발자 챌린지
안드로이드 개발자 챌린지(ADC)는 구글이 안드로이드 모바일 운영체제를 기반으로 구축된 고품질 모바일 애플리케이션에 대한 상을 수여하기 위해 2008년에 시작했다. 2009년 11월, 안드로이드 개발자 챌린지 II의 우승자는 수천 명의 안드로이드 사용자들과 공식 심사위원단의 두 차례 심사를 거쳐 선정되었다. ADC II의 전체 우승자는 SweetDreams, What the Doodle!?, 그리고 WaveSecure였다.

## 역사
안드로이드는 운영체제, 미들웨어 및 주요 애플리케이션을 포함하는 모바일 장치용 소프트웨어 스택이다. 안드로이드 SDK는 안드로이드 기반 장치에서 실행되는 애플리케이션 개발을 시작하는 데 필요한 도구와 API를 제공한다. 안드로이드 개발자 챌린지는 안드로이드에서 가장 혁신적인 애플리케이션을 위한 경쟁이었다. 구글은 ADC I과 ADC II에 걸쳐 총 1천만 달러의 상금을 제공했다.
모든 참가작은 모바일 장치, 셀룰러 통신, 소프트웨어 개발 또는 기술 혁신 분야의 전문가 패널이 심사했다. 구글은 오픈 핸드셋 얼라이언스 회원사, 구글 및 모바일 전문가들 중에서 심사위원을 선정했다.

## 안드로이드 개발자 챌린지 I
안드로이드 개발자 챌린지는 1월에 처음 발표되었으며, 2008년 1월 2일부터 4월 14일까지 제출을 받았다. 70개국 이상에서 참가하고 총 1,788개의 참가작이 접수되면서 ADC는 즉각적인 성공을 거두었으며, 안드로이드 개발자 블로그는 4월 14일에 시간당 170개 이상의 제출률을 보고했다.
미국 개발자들이 전체 애플리케이션의 3분의 1을 차지했으며, 나머지는 독일, 일본, 중국, 인도, 캐나다, 프랑스, 영국 등 여러 국가에서 제출되었다. 참가작들은 게임, 소셜 네트워킹 애플리케이션, 유틸리티 및 생산성, 개발자 도구 등 다양한 애플리케이션 영역을 나타냈다.
100명 이상의 심사위원단은 제출된 모든 작품이 사전 로드된 심사 패킷과 랩톱을 받아 일관되고 공정한 환경에서 제출작을 심사했다. 3주간의 엄격한 분석 끝에 심사위원들은 50개의 1차 라운드 우승자 명단을 발표했으며, 이들은 최종 라운드에 참가할 자격을 얻었다. 2008년 5월 5일에 발표된 이 50개의 가장 유망한 작품들은 추가 개발 자금으로 각각 25,000달러를 받았다. 결선 진출자들은 2008년 6월 30일까지 최종 라운드 애플리케이션을 제출해야 했다. 경쟁은 각각 275,000달러를 받은 10개 팀과 각각 100,000달러를 받은 10개 팀의 발표로 마무리되었다. 275,000달러 수상자, 100,000달러 수상자, 결선 진출자 및 심사위원의 전체 목록은 여기에서 볼 수 있다.

## 안드로이드 개발자 챌린지 II
ADC II는 2009년 5월 27일에 발표되었으며, 개발자들에게 8월에 특별히 지정된 10개의 ADC II 카테고리 중 하나에 앱을 제출하도록 요청했다. 카테고리는 다음과 같았다.
- 교육/참고 자료
- 게임: 캐주얼/퍼즐
- 게임: 아케이드/액션
- 소셜 네트워킹
- 라이프스타일
- 생산성/도구
- 미디어
- 엔터테인먼트
- 여행
- 기타

지원자는 하나의 카테고리에만 애플리케이션을 제출할 수 있었다. 우승자는 수천 명의 안드로이드 사용자들과 공식 심사위원단의 두 차례 심사를 거쳐 선정되었다.

### 자격
ADC II 콘테스트는 2009년 8월 1일 이전에 안드로이드 마켓을 통해 공개되지 않은 애플리케이션만 참가할 수 있었다. 또한, ADC I 콘테스트에 참가한 애플리케이션은 우승 여부와 관계없이 ADC II 콘테스트에 참가할 수 없었다. 마찬가지로, ADC I 콘테스트에 참가한 애플리케이션의 업데이트 버전은 ADC II에 참가할 수 없었다.

### 1차 라운드, ADC II
2009년 9월, 안드로이드 마켓에 접속할 수 있는 안드로이드 기반 핸드셋 사용자들은 안드로이드 마켓에서 특별한 ADC II 심사 애플리케이션을 얻을 수 있었다. 이 앱을 통해 참가자들은 챌린지에 제출된 애플리케이션을 다운로드하고 테스트하며 순위를 매길 수 있었다. 심사 과정에 참여하기로 선택한 사용자들은 제출된 앱을 무작위로 다운로드하고 여러 기준에 따라 평가하여 각 앱의 최종 점수를 산출했다. 이 1차 라운드의 결과는 10개 카테고리(총 200개 앱) 각각에서 상위 20개 애플리케이션을 선정하여 2차 라운드로 진출시켰다. ADC II의 1차 라운드는 2009년 10월 6일에 마감되었다. 1차 라운드 우승자는 2009년 11월 5일에 발표되었다.

### 2차 라운드, ADC II
2차 라운드 투표는 같은 날 시작하여 11월 25일에 종료되었다. 안드로이드 사용자들은 각 카테고리에서 최종 상위 20개 애플리케이션을 다운로드하여 ADC 2 심사 앱을 사용하여 1차 라운드와 동일한 방식으로 평가할 수 있었다. 투표 기간이 종료될 때, 각 카테고리의 애플리케이션은 순위가 매겨졌으며, 커뮤니티 투표는 최종 심사 점수의 40%를 차지했다. 공개 순위와 함께 구글이 선정한 심사위원 팀이 애플리케이션을 평가했다. 그들의 점수는 최종 점수의 60%를 차지했다.
구글은 11월 30일에 ADC II의 최종 우승자를 발표했으며, SweetDreams, What the Doodle!? 및 WaveSecure가 챌린지의 전체 우승자로 지명되었다. 또한, 10개 카테고리 각각에 1위, 2위, 3위 상이 수여되었다.

## 같이 보기
- 안드로이드 (운영체제)